# Richardson Fernandes dos Santos
Richardson Fernandes dos Santos (sinh ngày 17 tháng 8 năm 1991) là một cầu thủ bóng đá người Brasil.

## Sự nghiệp câu lạc bộ
Richardson Fernandes dos Santos hiện đang chơi cho Kashiwa Reysol.